# محوطه بخشعلی آرپاسی
محوطه بخشعلی آرپاسی مربوط به دوران پیش از تاریخ ایران باستان تا دوران‌های تاریخی پس از اسلام است و در شهرستان نمین، بخش مرکزی، روستای آرپاتپه واقع شده و این اثر در تاریخ ۱۷ اسفند ۱۳۸۱ با شمارهٔ ثبت ۷۸۲۰ به‌عنوان یکی از آثار ملی ایران به ثبت رسیده است.